# Ortskapelle Petersbergen

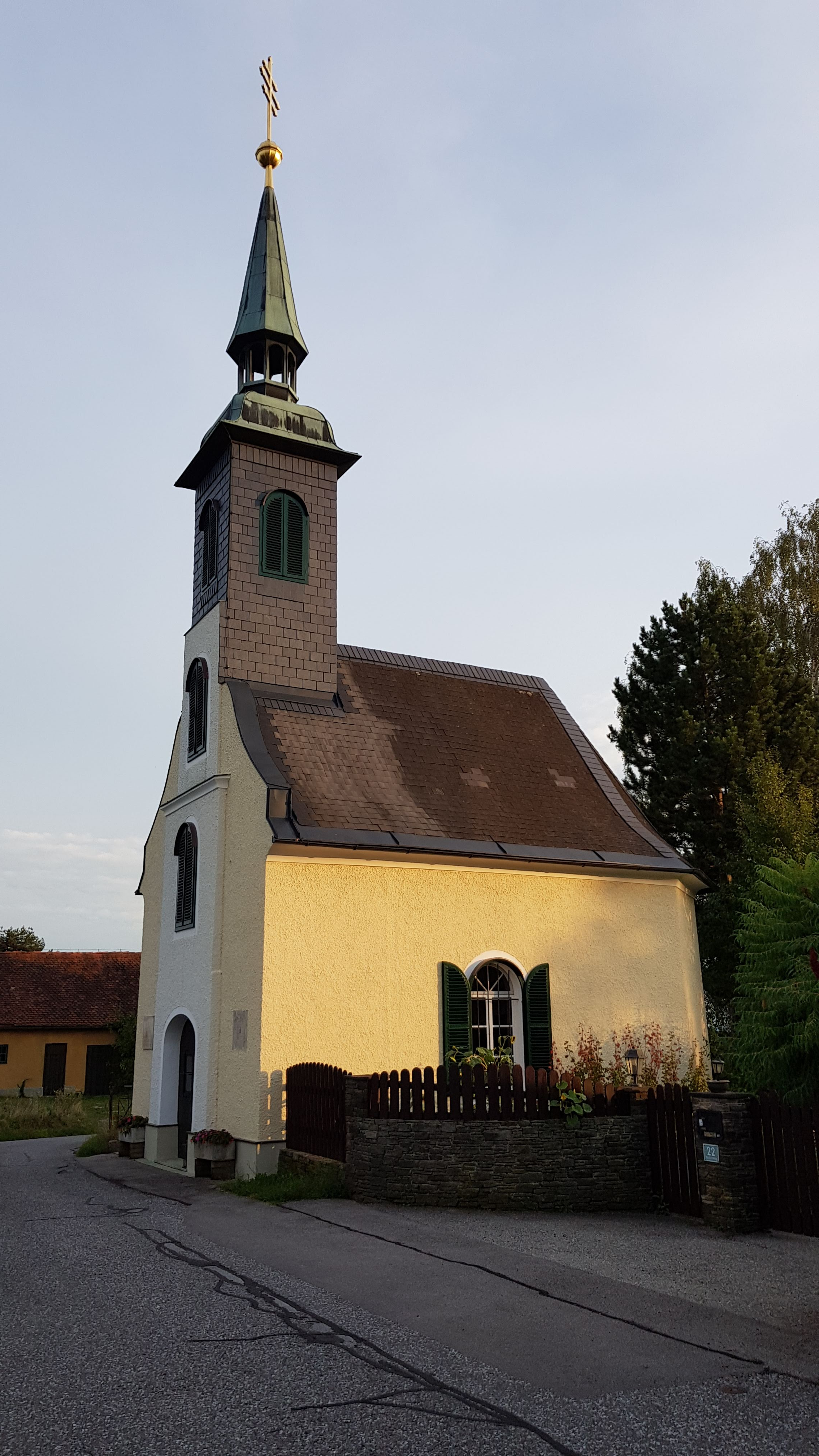
Die Ortskapelle Petersbergen

Die Ortskapelle Petersbergen auch Messkapelle Hl. Johannes Nepomuk in Petersbergen oder Johanneskapelle von St. Peter genannt, ist eine römisch-katholische Messkapelle der in der Stadtgemeinde Graz in der Steiermark gelegenen Pfarre Graz-St. Peter. Sie liegt im Grazer Ortsteil Petersbergen, nahe der Stadtgrenze. Die Geschichte der Kapelle reicht bis in die Mitte des 19. Jahrhunderts zurück.

## Lage
Die Johanneskapelle steht unweit der Kreuzung des Pachernwegs mit der Lindenstraße im zum Grazer Stadtbezirk St. Peter gehörenden Stadtteil Messendorf, im Osten von Petersbergen. Auf der gegenüberliegenden Straßenseite verläuft die Stadtgrenze zu Hart bei Graz. Das bereits zu Hart gehörende Schloss Reinthal liegt etwa 370 Meter östlich der Kapelle.

## Geschichte
Die Kapelle wurde 1841 von Johann Firpas oder Firpaß errichtet. Auf das Baujahr weist eine Inschrift an der Kapelle hin.
Im Jahre 1967 wurde die Kapelle restauriert.

## Architektur und Ausstattung

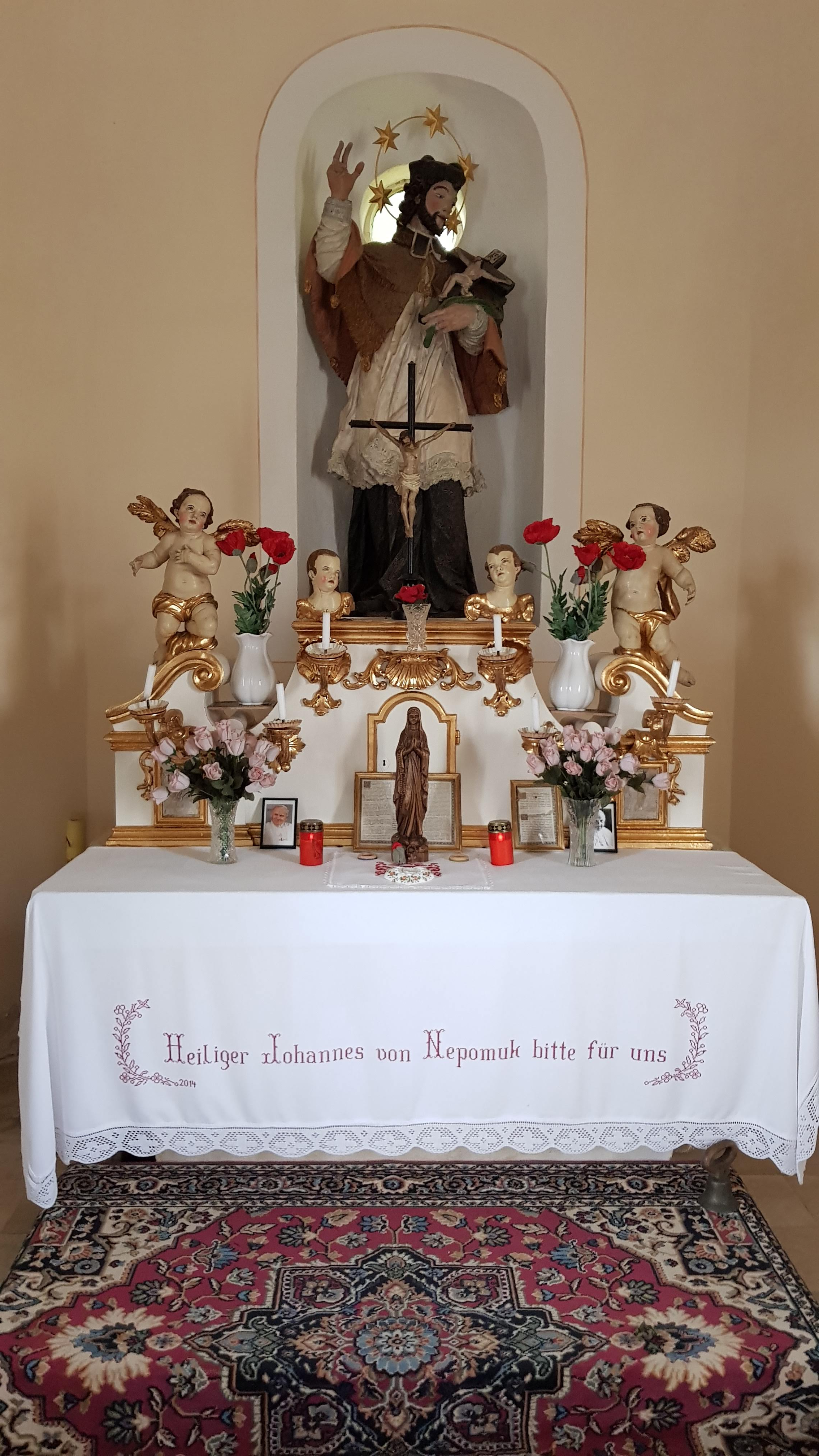
Der Altar mit der Figur des heiligen Johannes Nepomuk

Die Kapelle ist ein einschiffiger Sakralbau mit Einturmfassade und einem Dreiachtelschluss. Sie hat einen rechteckigen Grundriss und ist nach Südwesten ausgerichtet. Auf beiden Seiten des Kapellenraumes befindet sich je ein vergittertes Rundbogenfenster und im Chorschluss ist ein kleines Rundfenster eingelassen. Der Fassadenturm an der nordöstlichen Kapellenmauer springt als Risalit etwas hervor. Durch ein Rundbogenportal im Risaliten gelangt man in das Innere der Kapelle. Auf beiden Seiten des Portales ist je eine Steintafel in die Mauer eingelassen. Die Inschriften auf den Tafeln weisen auf das Baujahr, die Stiftung der Johannesfigur sowie auf die 1967 erfolgte Renovierung hin. Über dem Portal sind zwei übereinander angeordnete Rundbogenfenster in den Risaliten eingelassen. Der obere Teil des Turmes ist als Giebelreiter ausgeführt. Der Giebelreiter hat auf allen vier Seiten ein Rundbogenfenster. Auf das Flachkuppeldach des Turmes sitzt ein Laterne mit Spitzhelm auf. Der Spitzhelm endet in einer Turmkugel mit einem aufgesetzten dreibalkigen Kreuz. Die Dachflächen des Turmes sind mit Blech gedeckt und alle vier Außenseiten des oberen Turmgeschoßes sind mit Schindeln verkleidet. Das Walmdach der Kapelle ist ebenfalls mit Schindeln gedeckt.
In einer Nische im Chorschluss befindet sich der Altar der Kapelle. Auf dem Altar steht eine Figur des heiligen Johannes Nepomuk, die laut einer Inschrift 1767 von der auf Schloss Reinthal wohnhaften Franziska von Fraydenegg gestiftet wurde. Vor der Figur befindet sich ein Tabernakel das von zwei Engelsfiguren gerahmt wird. Im Nordosten, über dem Eingang, hat eine Kapelle eine Orgelempore. Die Brüstung der Empore ist mit Darstellungen der Apostel Petrus und Paulus verziert. Diese wurden im zweiten Viertel des 19. Jahrhunderts gemalt. In der Kapelle hängt zudem ein aus der ersten Hälfte des 18. Jahrhunderts stammendes Bild das Maria zusammen mit einigen Heiligen zeigt.